# Tribunale di prima istanza della Città del Vaticano
Il Tribunale della Città del Vaticano è stato istituito nel 1929 ed è il giudice di prima istanza nella Città del Vaticano. In seguito alla riforma giudiziaria del 1987 ha ottenuto il nome Tribunale di prima istanza della Città del Vaticano, mentre, in seguito alla riforma dell'ordinamento giudiziario del 2020, ha preso il nome attuale. Ha sede in Piazza Santa Marta, nella Città del Vaticano.
È composto dal presidente e da altri quattro magistrati ordinari oltre a dei giudici applicati per la durata massima di un triennio. Il tribunale giudica in collegio di tre magistrati, designati dal presidente del tribunale tenendo conto delle loro competenze professionali e della natura del procedimento. Nelle cause che riguardino cardinali e vescovi, fuori dei casi previsti dal can. 1405 § 1, il tribunale giudica previo assenso del Sommo Pontefice.
Dal 1º gennaio 2025 presidente del Tribunale è il prof. avv. Venerando Marano.
Sono magistrati ordinari: 
- prof. avv. Paolo Papanti Pellettier (dal 2017 Giudice Unico dello Stato della Città del Vaticano)[4]
- prof. avv. Carlo Bonzano[5]
- prof. avv. Lucia Bozzi[6]
- prof. avv. Francesco Saverio Marini[6]
- prof. Cristiano Cupelli

Dal 16 febbraio 2019 l'ex comandante generale della Guardia di Finanza nonché membro del Consiglio di Stato Saverio Capolupo è consulente delle strutture previste dall'ordinamento giudiziario in materia economica, tributaria e fiscale

## Cronotassi dei presidenti
- Dott. Giuseppe Dalla Torre Del Tempio di Sanguinetto (1997 - 2019)
- Dott. Giuseppe Pignatone (3 ottobre 2019 - 31 dicembre 2024)
  - Prof. Avv. Venerando Marano (1º gennaio 2024 - 31 dicembre 2024) (presidente aggiunto)
- Prof. Avv. Venerando Marano, dal 1º gennaio 2025